# Lejkówka gorzkawa

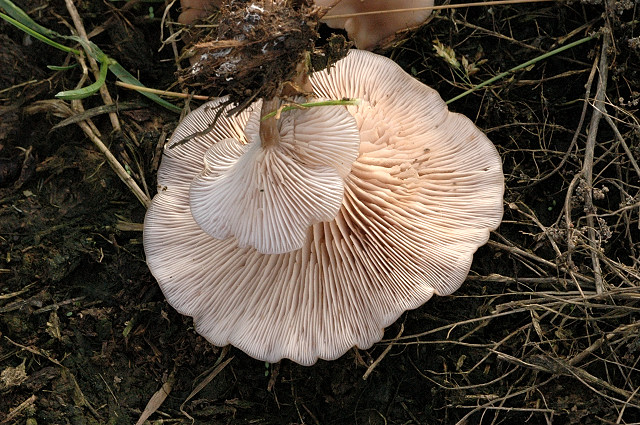

Lejkówka gorzkawa (Clitocybe amarescens Harmaja) – gatunek grzybów z rzędu pieczarkowców (Agaricales).

## Systematyka i nazewnictwo
Pozycja w klasyfikacji według Index Fungorum: Clitocybe, Incertae sedis, Agaricales, Agaricomycetidae, Agaricomycetes, Agaricomycotina, Basidiomycota, Fungi.
Po raz pierwszy takson ten opisał w 1969 r. Harri Harmaja w Finlandii. Synonimy
- Clitocybe amarescens var. nitrophila (Bon) E. Ludw 2012
- Clitocybe nitrophila Bon 1979
- Lepista amarescens (Harmaja) Harmaja 1976[2].

Nazwę polską zaproponował Władysław Wojewoda w 2003 r.

## Morfologia
Kapelusz
Średnica 1–4 cm, początkowo łukowaty, potem kolejno płaskołukowaty z wklęsłym środkiem i lejkowaty, czasami z małym garbem na środku, cienki. Brzeg długo podwinięty. Jest higrofaniczny: podczas suchej pogody biaława, podczas wilgotnej cielistożółta, jasnobrązowoszara, mięsnobrązowa, na środku ciemniejsza. Skórka w dotyku nieco tłustawa.
Blaszki
Szeroko przyrośnięte, czasem nieco zbiegające, o barwie od białej do kremowej.
Trzon
Wysokość 3–6 cm, grubość 3–7 mm, walcowaty, dołem rozszerzający się do maczugowatego, pusty. Powierzchnia tej samej barwy co kapelusz, podstawa pilśniowata od białej grzybni.
Miąższ
Cienki. Zapach słodko-kwaśny, nieco podobny do amoniaku, smak gorzkawy.
Cechy mikroskopowe
Zarodniki 5-8 × 3,5-5 µm (Q = 1,6-1,9), eliptyczne, cyjanofilowe, gładkie. Podstawki 30 × 7 µm, maczugowatelub cylindryczne, czterozarodnikowe, ze sprzążkami bazalnymi. Cheilocystyd brak. Strzępki tworzące skórkę równoległe, o średnicy 4 µm, z pigmentem wewnątrzkomórkowym i przegrodami.
Gatunki podobne
Lejkówka rowkowana (Clitocibe vibecina) rosnąca na igliwiu pod drzewami iglastymi. Odróżnia się także mącznym zapachem i smakiem.

## Występowanie i siedlisko
Lejkówka gorzkawa występuje tylko w Europie. W Polsce W. Wojewoda w 2003 r. przytoczył jedno tylko stanowisko z uwagą, że częstość występowania i stopień zagrożenia tego gatunku nie są znane. Aktualne stanowiska przytacza także internetowy atlas grzybów. Znajduje się w nim na liście gatunków zagrożonych i wartych objęcia ochroną.
Naziemny grzyb saprotroficzny. Występuje wśród traw i opadłych liści na łąkach i w lasach, na ziemi i kompoście, także w ogrodach, parkach. Preferuje glebę bogatą w azot, czasami rośnie nawet na odchodach zwierząt roślinożernych.
Grzyb niejadalny.